# Torneo de Estoril 2017
El Millennium Estoril Open 2017 fue un torneo de tenis jugado en polvo de ladrillo al aire libre que se celebró en Estoril, Portugal, del 1 al 7 de mayo de 2017. Fue la 3.ª edición del Millennium Estoril Open, y fue parte del ATP World Tour 250 series del 2017.

## Distribución de puntos
| Modalidad            | Campeón | Finalista | Semifinales | Cuartos de final | 2ª ronda | 1ª ronda | Clasificados | 2ª ronda de clasificación | 1ª ronda de clasificación |
| Individual masculino | 250     | 165       | 100         | 50               | 25       | 0        | 13           | 7                         | 0                         |
| Dobles masculino     | 250     | 150       | 90          | 45               | 20       | 0        | -            | -                         | -                         |

## Cabezas de serie

### Individuales masculino
| Tenista               | Ranking | Preclasificada |
| Pablo Carreño         | 20      | 1              |
| Richard Gasquet       | 23      | 2              |
| Gilles Müller         | 28      | 3              |
| David Ferrer          | 32      | 4              |
| Juan Martín del Potro | 33      | 5              |
| João Sousa            | 37      | 6              |
| Kyle Edmund           | 42      | 7              |
| Benoît Paire          | 49      | 8              |

- Ranking del 24 de abril de 2017

### Dobles masculino
| Tenista                          | Ranking | Preclasificado |
| Sam Groth Robert Lindstedt       | 95      | 1              |
| Wesley Koolhof Matwé Middelkoop  | 101     | 2              |
| Marcus Daniell Marcelo Demoliner | 102     | 3              |
| Leander Paes André Sá            | 114     | 4              |

## Campeones

### Individual masculino
Pablo Carreño venció a  Gilles Müller por 6-2, 7-6(5)

### Dobles masculino
Ryan Harrison /  Michael Venus vencieron a  David Marrero /  Tommy Robredo por 7-5, 6-2